# Трідентське герцогство
46°06′ пн. ш. 11°06′ сх. д. / 46.1° пн. ш. 11.1° сх. д.

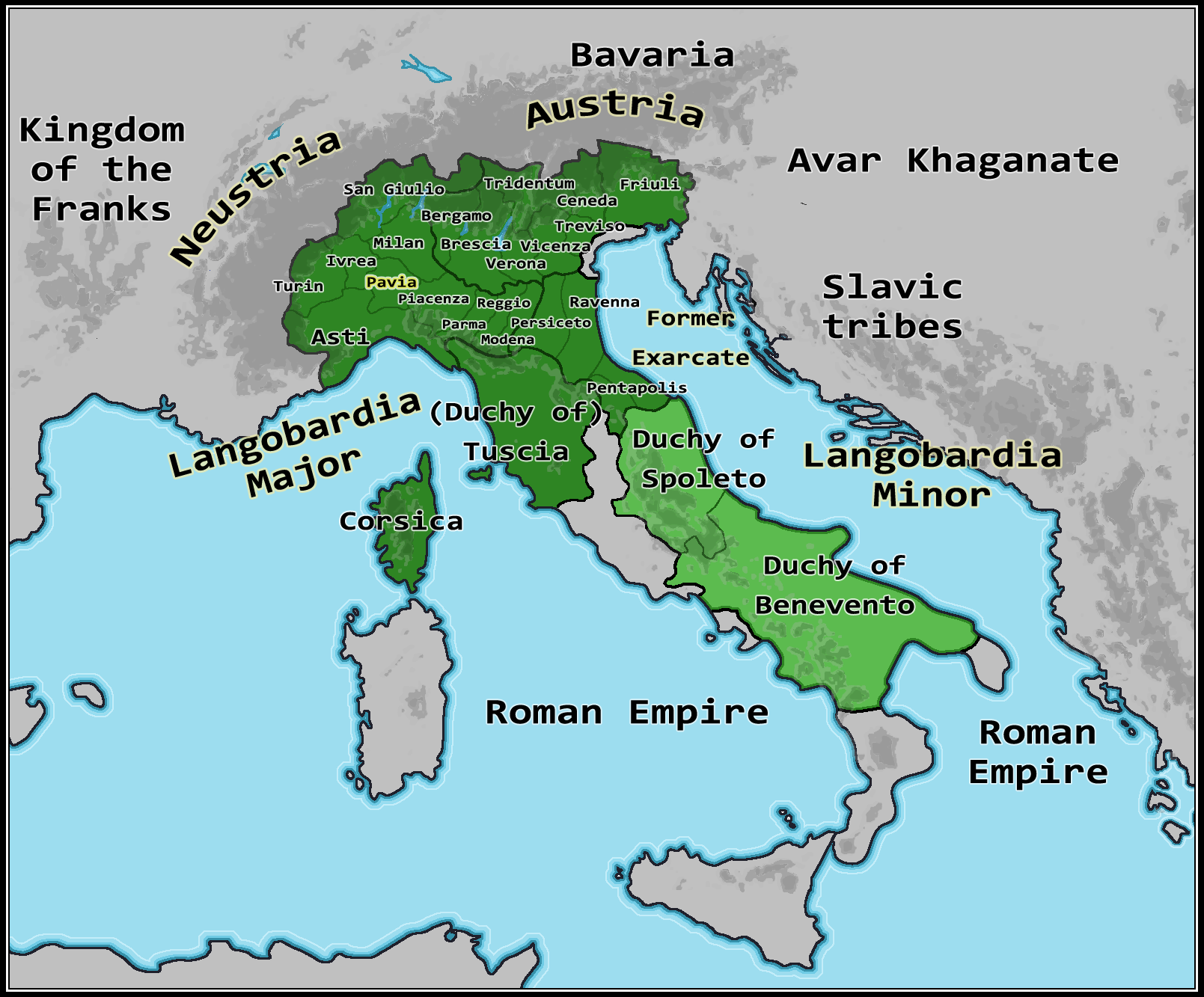
Лангобардське Італійське королівство з герцогством на північному сході.

Трідентське або Трентське герцогство (італ. Ducato di Trento) — автономне лангобардське герцогство, засноване Ейном під час лангобардського міжкоролів'я 574/75-674/75 років, яке відбулося після вбивства лангобардського короля Альбойна. Столицею території Ейна було римське місто Тридентум у верхній долині Адідже, біля передгір'їв Альп на півночі Італії, де герцогство утворювало одну з марок Лангобардського королівства. Там він ділив владу з єпископом, який номінально підпорядковувався Аквілейському патріарху. У 574–75 роках лангобардські загони пограбували долину Рони, що призвело до нападів у відповідь з боку австразійських франків, які захопили контроль над гірськими перевалами, що вели до Бургундського королівства. Ейн очолював армію, вірну Автарію, яка увійшла на територію Фріульського герцогства в Істрії приблизно в 589 році, а в 591 році його відправив Агілульф, щоб укласти мир зі своїми сусідами франками. Після смерті Ейна приблизно в 595 році, Агілульф призначив герцогом Гайдоальда, який був католиком, а не аріанином. Після деякого тертя між королем і герцогом, вони примирилися в 600 році. Окреме лангобардське Брешіанське герцогство було об'єднане з Тридентом в особі Алагіса, палкого аріанина та противника лангобардського короля Перктарита, який загинув у битві при Корнате д'Адда (688).
З завоюванням Лангобардського королівства Карлом Великим у 773–74 роках, Тридентське герцогство перейшло під контроль франків і було реорганізовано. Після того, як німецький король Оттон I підкорив Італійське королівство у 952 році, він включив Тридент до складу Веронської марки. Його стратегічне положення, що контролювало альпійські гірські перевали, спонукало імператорів Священної Римської імперії XI століття наділити єпископа Ульріха II Трентського світською владою над значною територією як незалежного імперського князя, з повноваженнями та привілеями герцога. За винятком кількох коротких перерв князі-єпископи правили до 1802 року, коли єпископство було секуляризоване та стало частиною австрійського Тіролю.

### Первинні
- Secondo di Non, Succinta de Langobardorum gentis historiola
- Paolo Diacono, Historia Langobardorum (Storia dei Longobardi, cura e commento di Lidia Capo, Lorenzo Valla/Mondadori, Milano 1992).

### Вторинні
- Lidia Capo, Commento, in Paolo Diacono, Storia dei Longobardi, a cura di Lidia Capo, Milano, Lorenzo Valla/Mondadori, 1992, ISBN 88-04-33010-4.
- Jörg Jarnut, Storia dei Longobardi, traduzione di Paola Guglielmotti, Torino, Einaudi, 1995 [1982], ISBN 88-06-13658-5.
- Sergio Rovagnati, I Longobardi, Milano, Xenia, 2003, ISBN 88-7273-484-3.
- Giuseppe Albertoni, I Longobardi a Trento, in AA. VV., Romani & Germani nel cuore delle Alpi tra V e VIII secolo, Athesia Ed., Bolzano 2005, pp. 29–43, ISBN 88-8266-344-2.
- Hannes Obermair, Il diritto della regione tirolese e trentina tra epoca tardoantica e altomedievale, a cura di Südtiroler Kulturinstitut, Romani & Germani nel cuore delle Alpi tra V e VIII secolo, Bolzano, Athesia Ed., 2005, pp. 121-133, ISBN 88-8266-344-2.
- AA.VV., Storia del Trentino, vol. 3 (Collana promossa dall'Istituto Trentino di Cultura), L'età medievale, a cura di Andrea Castagnetti, Gian Maria Varanini, Bologna, Il Mulino, 2004.
- De Finis, Lia, Percorsi di Storia Trentina, Didascalie PAT, Trento, 2000.